# Dos luchadores
Los Dos luchadores son un boceto de una escultura en arcilla de cerca de cuarenta centímetros de altura, atribuido a Miguel Ángel, datado cerca de 1525 y conservado en la Casa Buonarroti de Florencia.

## Historia y descripción
Los Dos luchadores se encuentran entre los pequeños bocetos atribuidos al célebre escultor, uno de los que la crítica ha recogido opiniones más favorables para su atribución. Esta  obra fue reconstruida en 1926, a partir de algunos fragmentos  por Johannes Wilde, encargado por entonces de la Galería Giovanni Poggi. Sin saber las circunstancias de la creación de la obra, desde entonces comenzaron a circular varias hipótesis.
La primera hipótesis puso a la obra en relación con el Hércules y Anteo encargo realizado por Piero Soderini hacia 1508 a Miguel Ángel y que debería acompañar al David en el frente del Palazzo Vecchio. El artista estaba en ese período con los frescos de la bóveda de la Capilla Sixtina, pero parece que realizó un modelo que inicialmente había sido encargado al escultor Leone Leoni y que más tarde desapareció. Se sabe que, Miguel Ángel nunca trabajó en este encargo, aunque en Florencia se encontraba el bloque para esculpirlo. Se pensó entonces en Baccio Bandinelli, que se encontraba en 1525 en Florencia, pero el trabajo fue interrumpido por los desórdenes relacionados con la expulsión de los Medici. Se volvió a hablar de la obra en 1528, cuando Miguel Ángel estaba en la ciudad y aceptó el encargo, sin embargo, cambió de tema haciendo un nuevo boceto de Sansón y los filisteos, que fue visto y comentado por Vasari. La caída definitiva de la República de Florencia y el regreso de los Medici, no gustó al artista que, cuando se liberó de los lazos que le unían a las obras encargadas por Clemente VII para la Basílica de San Lorenzo, regresó a Roma sin volver a su ciudad (1534). La obra fue adjudicada a continuación, definitivamente a Bandinelli, quien en 1535 realizó el Hércules y Caco, que aún se encuentra en la Piazza della Signoria.
Esta interpretación del boceto que ya se rechazó en 1928, cuando Wilde demostró la imposibilidad de realizar el tema de los «luchadores» en el bloque en el que se ejecutó la obra de Hércules y Caco. Sin embargo, la idea de que el trabajo estaba destinado a la Piazza della Signoria ha seguido circulando entre los estudiosos, con comentarios positivos de Charles de Tolnay, Hartt y otros.
Wilde propuso entonces  una correlación con la tumba de Julio II, en particular y como muy probable, que el grupo debía cumplir como  una pieza de acompañamiento (de pendant) en una hornacina, con el Genio de la Victoria, fechado alrededor de 1527 -1530. Esta es la hipótesis más aceptada.